# صفر المونديال
صفر المونديال مصطلح أشتهر استخدامه من وسائل الإعلام المصري عند فشل الملف المصري في الحصول على أي صوت من أعضاء المكتب التنفيذي للفيفا، في واقعة ظلت بمثابة الصدمة للكرة المصرية حين تقدمت مصر في 15 مايو 2004 تقدمت مصر بملف تنظيم كأس العالم 2010، والذى فازت به جنوب أفريقيا.

## الملف المصري
مصر تقدمت بملف لاستضافة كأس العالم 2010 ودخلت في سباق مع اربع دول أفريقية هي جنوب افريقيا والمغرب وتونس وليبيا واسفر السباق عن فوز جنوب افريقيا بالتنظيم بينما لم يحصل ملف مصر على أي صوت من اصوات أعضاء اللجنة التنفيذية للاتحاد الدولي لكرة القدم (فيفا) وعددهم 24 عضوا.
حصلت جنوب أفريقيا على ثقة الاتحاد الدولى لكرة القدم في تنظيم كأس العالم 2010 بأغلبية 14 صوتا وخسرت المغرب بحصولها على 10 أصوات فقط أما مصر فلم تحصل على أي صوت، وأكد الاتحاد الدولى أن الطرق والخدمات والإدارة المصرية لا تصلح لتنظيم مثل هذا الحدث.

## دعاوي الفساد
اضطرت الحكومة المصرية إلى احالة الموضوع إلى لجنة لتقصي الحقائق وإلى الجهاز المركزي للمحاسبات لاستبيان أوجه القصور في الملف حيث أحال أنس الفقي وزير الشباب والرياضة المصري ملف محاولة مصر الحصول على فرصة تنظيم كأس العالم لكرة القدم 2010، إلى النيابة العامة للتحقيق في مخالفات مالية. وكشف الوزير في مؤتمر صحافي أنه ورد في تقريره عدة مخالفات مالية تتعلق بالمبلغ الذي تم صرفه على تنظيم المونديال والذي بلغت تكاليفه الرسمية 43.1 مليون جنيه مصري (6.95 مليون دولار). منها 32 مليون من جهات حكومية و11 مليوناً من جهات خاصة.
صحيفة “سوكر لادوما” الجنوب أفريقية، تحدثت عن تقارير أمريكية تشير للاتهامات السابقة الخاصة بدفع جنوب أفريقيا رشوى بقيمة 10 ملايين دولار للحصول على تنظيم المونديال. وبحسب التقرير الأمريكي فإن هناك اتهامات لاتحاد الكرة الجنوب أفريقي بالاتفاق السري مع جاك وارنر ممثل الكونكاكاف في الفيفا وعضو المكتب التنفيذي على منح البلاد شرف استضافة البطولة، مقابل الحصول على مبلغ مالي.
كشف الإعلامي أحمد شوبير أن عضو المكتب التنفيذي للفيفا جاك وارنر اجتمع بالدهشوري رئيس اتحاد الكرة الأسبق وهاني أبو ريدة طالبا مبلغ 6 ملايين دولار لإسناد تنظيم كأس العالم 2010 لمصر.

## كأس العالم 2018
أعيد استخدام المصطلح مرة أخري بعد خروج المنتخب المصري من كأس العالم 2018 بعد الخسارة الثالثة أمام المنتخب السعودي. حيث تلقى المنتخب 3 هزائم في مجموعته التي ضمت منتخبات السعودية وروسيا والأوروجواي ولم يحصل المنتخب على أي نقاط في عودته لكأس العالم بعد غيابٍ دام 28 عامًا.